# Frederic Berthold
Frederic Berthold, född 3 juni 1991, är en österrikisk alpin skidåkare som debuterade i världscupen den 26 februari 2011 i Bansko i Bulgarien. Hans första pallplats i världscupen kom när han blev trea i alpin kombination den 13 januari 2017 i Wengen i Schweiz.